# 田村義也
田村 義也（たむら よしや、1923年3月30日 - 2003年2月23日）は、日本の編集者、装幀家。

## 経歴
東京生まれ。慶應義塾大学経済学部卒業。1948年3月、初の公募社員として岩波書店に入社。当時の岩波では大卒社員が珍しかったため、かなりの反感と嫉妬を社内で受けたという。1985年に退社するまで、岩波新書編集部や『世界』、『文学』などの編集長をつとめた。
数多い書籍の装幀（ブックデザイン）を行い、その装幀は独特の書体と風合いを持つ特徴的なもので、多くのファンがいた。第13回講談社出版文化賞ブックデザイン賞受賞。2003年に、骨髄異形成症候群により、79歳で死去したが、人となりを偲び『田村義也—編集現場115人の回想』が刊行された。

## 著書
- 『のの字ものがたり』朝日新聞社、1996年。ISBN 978-4022567857。
- 『ゆの字ものがたり』新宿書房[3]、2007年。ISBN 978-4880083650。